# Quercus planipocula
Quercus planipocula är en bokväxtart som beskrevs av William Trelease. Quercus planipocula ingår i släktet ekar, och familjen bokväxter. IUCN kategoriserar arten globalt som livskraftig. Inga underarter finns listade.